# Переезд (платформа)
Перее́зд — остановочный пункт Восточно-Сибирской железной дороги на Транссибирской магистрали в Шелеховском районе Иркутской области. Относится к Улан-Удэнскому региону ВСЖД.
Остановочный пункт унаследовал своё название от существовавшего здесь ранее пересечения с федеральной автодорогой Р-258 «Байкал». В настоящее время движение автотранспорта идёт по путепроводу, расположенному в 200 метрах от платформы в сторону города Слюдянка.
Отсюда берут начало несколько популярных туристических маршрутов:
- «Переезд — КБЖД — Старая Ангасолка — Тёмная Падь» (круглогодичный);
- «Переезд — КБЖД — Слюдянка» (зимний);
- «Переезд — р. Иркут — Шаманка» (зимний).

## Пригородное сообщение по станции
| № поезда | Маршрут движения                   | № поезда | Маршрут движения                   |
| -------- | ---------------------------------- | -------- | ---------------------------------- |
| 6336     | Иркутск-Сортировочный — Выдрино    | 6337     | Выдрино — Иркутск-Сортировочный    |
| 6334     | Иркутск-Сортировочный — Байкальск  | 6335     | Байкальск — Иркутск-Сортировочный  |
| 6306     | Иркутск-Сортировочный — Слюдянка I | 6317     | Слюдянка I — Иркутск-Сортировочный |
| 6312     | Иркутск-Сортировочный — Слюдянка I | 6329     | Слюдянка I — Иркутск-Сортировочный |
| 6324     | Иркутск-Сортировочный — Слюдянка I | 6333     | Слюдянка I — Иркутск-Сортировочный |